# 푸켓 항공
푸켓 항공(영어: Phuket Air, 태국어: ภูเก็ตแอร์)은 태국의 항공사로 정기 항공편을 운항했으나 현재는 전 노선이 운항을 중지했다. 허브 공항은 돈므앙 국제공항이 있으며 또한 전세기 운항도 하고 있다.

## 역사
1999년에 설립되어 가루다 인도네시아 항공에서 구입한 2대의 보잉 737-200 항공기로 2001년 12월 19일부터 영업을 개시했다. 이후 항공기를 주가로 주문해 국제선과 국내선 노선에 확대했고 또한 국제선 전세기도 취항했다. 2004년 인도양 지진 해일 이후 관광 산업의 침체와 노후화 된 항공기를 유지하기 위해서 폐해 아래 빈곤층의 서비스와 안전성에 우려를 받았다. 한편 유럽 연합은 유럽행 국제선 취항을 중지 시키고 항공 회사의 EU 역내 취항 금지 항공 회사 목록에 수록 되었다. 2005년에 구조 조정을 하면서 사업을 축소하고 종업원을 일시적으로 해고하고 다른 항공기에 임대하는 것에 집중하기로 결정했다. 국내선 취항은 2005년 9월 12일에 운항을 중단했다. 2005년과 2006년 순례 시즌에 사우디아라비아 항공의 단기 임대로 보잉 747-200, 보잉 747-300 항공기를 제공한다. 항공기는 EU 역내 취항 금지 항공 회사 목록에서 삭제 이후 안전 기준에 에어프랑스와 항공기 유지보수 서비스의 위탁을 받게 되었다. 이후에 엄격한 검사 끝에 2007년에 EU 역내 취항 금지 항공 회사 목록에서 삭제되었다. 같은 해 10월 조작을 재개해 단기 전세편을 위한 임대 계약으로 사우디아라비아 항공에서 3대의 보잉 747-200, 보잉 747-300 항공기를 제공하게 되었다. 현재 푸켓 항공은 항공기 임대를 위해 다른 항공 회사와 계약을 협상하고 있으나 2012년 11월 기준으로 현재 보유한 항공기는 모두 매각되고 단 한대도 보유하지 않고 있다.

## 운항 노선
2005년 5월 런던과 암스테르담의 국제선 노선의 경우 유럽 연합에 의해 비행을 금지되었다. 이후에 안전 감사에 준거한 후 EU 역내 취항 금지 항공 회사 목록에서 삭제되었다. 현재 방콕 루트와 라농부터 양곤, 미얀마의 국제적인 여행 패키지의 운항을 유지했다. 2006년에 푸켓 항공은 모든 정기편을 중지했다. 항공 회사는 ACMI 임대하면서 2007년에 에어 애틀랜타 아이슬란드와 함께 운항되어 선택된 순례의 서비스상 사우디아라비아 항공 비행기를 연산되었다. 푸켓 항공은 사우디아라비아 항공에서 보잉 747-300 기종을 입찰에 성공했다. 2010년에 사우디아라비아 항공과의 새로운 계약을 하면서 보잉 747-400 항공기를 임대했다.